# Romano Argiro
Romano Argiro (in greco antico: Ῥωμανός Ἀργυρός?, Romanós Argyrós; ... – X Sec.) è stato un aristocratico bizantino nonché genero dell'imperatore bizantino Romano I Lecapeno e nonno dell'imperatore Romano III Argiro, che regnò dal 1028 al 1034.

## Biografia
La data di nascita di Romano non ci è nota ma si sa che l'uomo era figlio del famoso generale Leone Argiro e che aveva almeno un fratello, Mariano Argiro, anch'esso facente parte degli alti ranghi militari. Romano ci è principalmente noto per aver sposato Agata Lecapena, una delle figlie dell'imperatore Romano I Lecapeno, che regnò dal 919 al 944. Le fonti disponibili non concordano tuttavia sulla data del matrimonio: lo storico dell'XI secolo Yahya di Antiochia afferma che il matrimonio ebbe luogo prima dell'ascesa al potere di Lecapeno, mentre il cronista della fine del X secolo Teofane Continuato sostiene che ebbe luogo nel 921. In entrambi i casi, il matrimonio rappresentò un tentativo di Romano Lecapeno, che era figlio di un contadino di origine armena e che di fatto era salito al potere come basileopatore, guidando il regno per conto del genero Costantino VII Porfirogenito, ancora troppo piccolo per amministrare il governo, di consolidare la sua posizione legando la sua famiglia a una delle più prestigiose famiglie aristocratiche dell'Impero.
In questo modo tale, Romano Argiro divenne anche cognato di Costantino VII Porfirogenito, l'imperatore vero e proprio, che aveva sposato un'altra delle figlie di Romano Lecapeno, Elena Lecapena. Suo nipote Romano, così chiamato proprio in onore del nonno, nato da suo figlio Mariano, divenne basileus nel 1028 con il nome di Romano III Argiro, sposando l'imperatrice Zoe, bisnipote del sopraccitato Costantino VII, mentre sua sorella Maria sposò un nobile veneziano, Giovanni Orseolo.